# 村中悠介
村中 悠介（むらなか ゆうすけ、1979年7月12日 - ）は、日本の実業家、アニメプロデューサー。『合同会社DMM.com』最高執行責任者COO、『合同会社EXNOA』最高経営責任者CEO、『シントトロイデン（ベルギーサッカー1部リーグ）』会長、『DMM VENTURES』インベスター、『株式会社インフラトップ』取締役、『株式会社ONE DAY DESIGN』取締役COO、『アビスパ福岡株式会社（Jリーグクラブ）』取締役、『DMM TV』総合プロデューサーである。北海道苫小牧市出身。

## 概要
2002年（平成14年）に『DMM.comグループ』入社。アダルト動画配信事業を始め、電子書籍事業、公営競技事業、アミューズメント事業など数多くの事業を立ち上げ、現DMM.com 全売上の半数近くを作り上げる。
2011年（平成23年）より取締役、2018年（平成30年）より最高執行責任者COOに就任。現在はアミューズメント事業、イベント事業、ニューコマース事業、アニメーション事業、公営競技事業、フットボール事業、MVNO事業、オンラインサロン事業、VAPE事業、経営企画室、他40以上の事業を横につなげ、数値管理をしながらシナジーを起こす。DMM.comではナンバー2のポジション。
その後、『合同会社EXNOA』最高経営責任者CEO、『シントトロイデン（ベルギーサッカー1部リーグ）』会長、『DMM VENTURES』インベスター、『株式会社インフラトップ』取締役、『株式会社ONE DAY DESIGN』取締役COO、『アビスパ福岡株式会社（Jリーグクラブ）』取締役、『DMM TV』総合プロデューサーを兼任。

## 経歴

### 幼少期～学生時代
1979年（昭和54年）北海道苫小牧市生まれ。両親ともども会社員で共働きをしていた。
小学校5年生から学校の部活動でサッカーを始め、中学・高校とサッカー部に所属。毎日、部活動に励み、アイスホッケーも掛け持ちするようなスポーツ青年だった。
1991年Jリーグ発足の1年前の1990年（平成2年）小学校6年生のとき、苫小牧市のサッカー場に住友金属（後の鹿島アントラーズ）のジーコが訪れて町中が大騒ぎ、ジーコの生のプレイをみて感動した。サインも貰った。後にサッカー事業に力を入れたいと思う動機にも繋がる。また4才上の従兄で元アイスホッケー日本代表のH.C.日光アイスバックス監督を務めた村井忠寛（ただひろ）の影響も多大に受ける。
中学はサッカー部に所属。ジーコの背中を追いかけサッカー漬けの毎日で、地元の工業高校建築科へ進学、サッカー部の道を選んだ。

### 東京上京～就職
1998年（平成10年）高校卒業後、経済的に余裕がないことから就職を選択。東京の大学（東洋大学）にいた従兄の忠寛の影響で、八王子市の『株式会社田中建設』に就職。住み込みで現場監督を務めた。初任給14万ながら人間関係や集団で物事を完結する難しさを学ぶ。
2001年（平成13年）『株式会社田中建設』退職。同期だった人間と一緒に辞めて同居、新しいことにチャレンジしようと思う。その間にドトールコーヒーで正社員の面接を受けたり、アパレル関係、吉野家でアルバイトをしながら「自分が経営者なら効率よくできる」とイメージをして働いていた。
2002年（平成14年）コンビニで求人雑誌「doda（デューダ）」を見ていたところDMM.comグループ会社の求人を目にする。7人程度の規模の会社で入社する。動画配信事業に配属され、全国店舗に映像コンテンツを卸す営業に就く。入社2年目にはエリアマネージャーを担当。
2004年（平成16年）DMM.comができたタイミングで社内公募があり、創業者の亀山敬司の助言でデジタルメディアマート（のちの合同会社DMM.com）へ転籍する。当時のDMM.comは10人も満たないヲタクだらけの集団だった。東京にあるDMM.comと、石川県にあるDoogaを兼務。転籍初日の仕事は当時の代表取締役社長・松栄立也の引っ越しだった。3ヶ月のお試し期間が終わった後、子会社に戻ろうか会長の亀山に相談しに行ったところ「外で2時間、考えてから来い」と忠告を受け、決心を固めた。その後、レンタル、動画、通販、同人、電子書籍などコンテンツホルダーに許諾を取る営業を担当。並行して伸びそうなサービスを自分で考え、動画定期配信サービスを立ち上げた。営業とPM（プロジェクトマネージャー）を1人で兼務、心身ともに鍛えられた。

### 転機～事業責任者～COO
2005年（平成17年）DMM.com初のライブ配信事業を担当。総合格闘技「PRIDE」とライブ配信を交渉。翌年の2006年（平成18年）末に大会を配信、1人でプロデュースを担当した。2007年（平成19年）「PRIDE」と合わせ、打撃系格闘技イベント「K-1」のライブ配信も成功させる
2008年（平成20年）「X JAPAN 伝説の復活ライブ」の独占配信を成功させる。契約交渉からウェブサイト制作まで全て担当した。同年、事業部化され、事業部長に就任。動画事業のPM（プロジェクトマネージャー）をしながら契約交渉、金額交渉、ウェブ制作全てを担当する。2009（平成21年）PS3向け動画配信サービス「DMM.TV for Blu-ray Disc」を開始。
2010年（平成22年）「ポイントオークション」、アイドル公演生配信「AKB48 LIVE!! ON DEMAND」リリースを担当。2011年（平成23年）DMM.com取締役に就任。DMMマネーカード（現「DMMプリペイドカード）、コンビニでの「DMMギフト券」取り扱い、2012年（平成24年）チャリロト取り扱い開始（現「DMM競輪」）。
2017年（平成29年）シントトロイデン（ベルギーサッカー1部リーグ）の経営権を取得し会長に就任。アニメーションレーベル「DMM pictures」を設立し、数々のアニメ作品の製作、企画に携わる。
2018年（平成30年）合同会社DMM.com 最高執行責任者COOに就任、No.2のポジションを任される。株式会社インフラトップを買収し取締役に就任し、プログラミングスクール「DMM WEBCAMP」をスタート。コーポレートベンチャーキャピタル「DMM VENTURES」を立ち上げる。
2019年（令和元年）合同会社EXNOA 最高経営責任者CEOに就任。ゲームプラットフォーム「DMM GAMES」を成長させる。
2021年（令和3年）朝日放送グループホールディングス株式会社との合弁会社である株式会社ONE DAY DESIGN 取締役COOに就任。インターネットとTV通販を融合した新規事業を開始。同年、アビスパ福岡株式会社（Jリーグクラブ）の一部株式を取得し、取締役に就任。
2022年（令和4年）新たな動画配信サービス「DMM TV」総合プロデューサーに就任。

## 人物
- 父の影響でアニメや漫画、ゲーム好き。特に『沈黙の艦隊』『ドラゴンボール』とサッカーゲーム好き[18]。
- 若い頃はサニーデイ・サービスの音楽が好きで、苦労時に何度も助けられた[18]。
- 苫小牧市時代は人と同じことをするのが嫌いだった。友達がみんなB'zを聴いていたら「みんな聴いているので嫌い」という少年時代だった。故郷を飛び出たい反動が反骨精神を生み、みんなが聴いていない洋楽を探し回っていた[18]。
- 好きな言葉は「やらない後悔より、やって後悔したほうが良い」。若いときに滅茶苦茶、怒られたせいで「まあ死なないしなぁ」と開き直れた[18]。

## 主な担当作品

### テレビアニメ
- 『艦隊これくしょん -艦これ-』（製作）[19]
- 『有頂天家族2』（製作）[19]
- 『捏造トラップ-NTR-』（企画）[19]
- 『DIVE!!』（製作）[19]
- 『アニメガタリズ』（企画）[19]
- 『恋は雨上がりのように』（製作）[19]
- 『銀河英雄伝説 Die Neue These 邂逅』（ライセンス）[19]
- 『Dies irae』（企画）[19]
- 『いぬやしき』（製作）[19]
- 『ドメスティックな彼女』（企画）[19]
- 『ニル・アドミラリの天秤』（企画）[19]
- 『川柳少女』（企画）[19]
- 『みだらな青ちゃんは勉強ができない』（企画）[19]
- 『荒ぶる季節の乙女どもよ。』（企画）[19]
- 『炎炎ノ消防隊』（企画）[19]
- 『真・中華一番!』（製作）[19]
- 『ダイヤのA actⅡ』（企画）[19]
- 『波よ聞いてくれ』（企画）[19]
- 『海獣の子供』（製作委員会）[19]
- 『銀河英雄伝説 Die Neue These 星乱』（ライセンス）[19]
- 『プラオレ!〜PRIDE OF ORANGE〜』（エグゼクティブプロデューサー）[19]
- 『ブルーピリオド』（企画）[19]
- 『ダンス・ダンス・ダンスール』（製作）[19]

## 出演

### テレビ
- 『レギュラー番組への道 ワケあって顔出せません 「CASE1年商2640億円の男」』（NHK総合）[20]）

### ラジオ
- 『レットプレゼンツ クワダテ』（RKBラジオ）[21]
- 『経営トップに聞く！強みと人材戦略』（ラジオNIKKEI第1）[22]

### インターネット放送
- 『日経テレ東大学』（YouTube） - 「にしたんクリニック」社長と対談[23]

### 新聞
- 学生新聞